# The Godfather (film 1911)
The Godfather è un cortometraggio muto del 1911. Il nome del regista non viene riportato nei credit del film che, prodotto dalla Reliance Film Company, aveva come protagonista Henry B. Walthall.

## Trama
Un pretendente deluso perché la donna che ama si è sposata con un altro, parte per l’Ovest dopo aver lasciato un fondo fiduciario di cinquemila dollari (vinti alle corse) a nome del bambino che è nato da quel matrimonio. Il vizio del gioco del marito provoca molti dolori alla donna che, dopo la morte di lui, si dedica a crescere il ragazzo con tutto il suo amore. Quando compie ventun anni, il giovane entra in possesso dei cinquemila dollari e, nonostante le suppliche della madre, li sperpera subito al gioco.  Partito per l’Ovest, si trova a giocare, senza saperlo, con il suo padrino. Durante una partita a carte, viene coinvolto in una lite e lui spara al suo avversario, ferendolo al braccio. Sta per essere linciato, quando l’altro riconosce un anello che il ragazzo porta al dito come quello che lui aveva regalato al figlioccio vent'anni prima. La vita del giovane è salva e i due uomini, dopo quella terribile esperienza, giurano entrambi di rinunciare al gioco. Ritornati a Est, si recano a casa della madre. Lei non è solo felicissima di riavere il figlio, ma guarda anche amorevolmente il suo vecchio innamorato.

## Produzione
Il film fu prodotto dalla Reliance Film Company.

## Distribuzione
Distribuito dalla Motion Picture Distributors and Sales Company, il film - un cortometraggio in una bobina - uscì nelle sale cinematografiche statunitensi il 26 agosto 1911.